# Santa Cruz Tayata
Santa Cruz Tayata är en kommun i Mexiko.   Den ligger i delstaten Oaxaca, i den sydöstra delen av landet, 280 km sydost om huvudstaden Mexico City.
Följande samhällen finns i Santa Cruz Tayata:
- La Estancia